# 하와이 주의회

하와이 주의회(Hawaii State Legislature, 하와이어: Ka 'Aha'ōlelo kau kānāwai o ka Moku'āina o Hawai'i)는 미국 하와이주의 양원제 주의회로, 하와이주 상원(상원 25명), 하와이주 하원(51명)으로 구성되어 있다. 각 의원은 주 전역의 단일 회원 지구를 대표한다. 입법부의 권한은 하와이 헌법 제3조에 따라 부여된다. 입법부는 오아후섬의 주도인 호놀룰루에 있는 하와이주 의사당 건물에서 소집된다.